# International Nuclear Information System
International Nuclear Information System nebo zkratkou INIS, česky Mezinárodní nukleární informační systém, je mezinárodní informační systém pro oblasti mírového využívání jaderné vědy a techniky.
Spravuje ho Mezinárodní agentura pro atomovou energii (MAAE) v součinnosti s členskými státy systému INIS a spolupracujícími mezinárodními organizacemi.

## Charakteristika

### Popis informačního systému
Jádrem systému je bibliografická databáze obsahující miliony záznamů o vědecké a technické literatuře týkající se mírového využívání jaderné vědy a techniky. Každý záznam obsahuje vedle bibliografických údajů abstrakt dokumentu a klíčová slova ze seznamu klíčových slov. tzv. deskriptorů. V databázi lze hledat na principu Boolovy logiky.
Mimoto systém INIS obsahuje jedinečnou sbírku plných textů tzv. nekonvenční („šedé“) literatury, jejíž získání z jiných zdrojů by bylo obtížné.
Databáze je přístupná na internetu nebo v informačních střediscích (placená služba) a dodává se na počítačových médiích (CD-ROM, DVD-ROM).

### Činnost členského státu
Každý členský stát systému INIS pověřuje některou svou instituci a funkcí národního střediska a svého pracovníka funkcí styčného pracovníka INIS, jež působí ve své zemi jako kontaktní místo a jejichž úkolem je dodávat do databáze bibliografické záznamy za svůj stát, zpřístupňovat databázi uživatelům ve své zemi a propagovat v ní systém INIS. Spojení na tyto instituce a osoby a další informace o systému INIS lze nalézt na webových stránkách Mezinárodní agentury pro atomovou energii.